# لودویگ رایشنباخ
لودویگ رایشنباخ (انگلیسی: Ludwig Reichenbach؛ زاده ۸ ژانویهٔ ۱۷۹۳ درگذشته ۱۷ مارس ۱۸۷۹) یک گیاه‌شناس اهل آلمان بود.